# Дресвище (Грязовецький район)
Дре́свище (рос. Дресвище) — присілок у складі Грязовецького району Вологодської області, Росія. Входить до складу Вохтозького міського поселення.

## Населення
Населення — 75 осіб (2010; 102 у 2002).
Національний склад (станом на 2002 рік):
- росіяни — 99 %